# Geschiedenis van Neuchâtel (kanton)

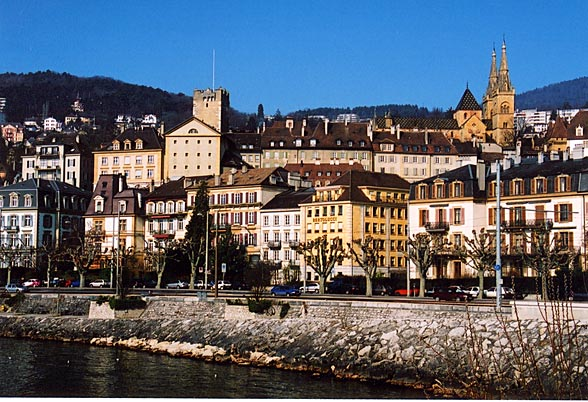
Neuchâtel in 2001.

Dit artikel gaat over de geschiedenis van het Zwitserse kanton Neuchâtel na 1848, het jaar van het ontstaan van het moderne Zwitserland en het jaar van de afschaffing van de monarchie in het oude vorstendom Neuchâtel.

## Van 1848 tot het einde van de 19e eeuw

### Neuchâtelcrisis
Tot het revolutiejaar 1848 was Neuchâtel een vorstendom, het Vorstendom Neuchâtel. De koning van Pruisen was tevens vorst van Neuchâtel.
Op 30 april 1848 nam Neuchâtel een nieuwe grondwet aan. Voortaan heette Neuchâtel République et Canton de Neuchâtel. De monarchie werd hiermee afgeschaft en vervangen door een republiek. Van 1848 tot 1860 werd Neuchâtel geregeerd door Alexis-Marie Piaget.
In 1856 volgde een poging tot monarchistische staatsgreep, maar deze werd afgeslagen door republikeinsgezinden, geleid door Ami Girard en Fritz Courvoisier. Als gevolg hiervan ontstonden er internationale spanningen, hetgeen leidde tot de Neuchâtelcrisis. Uiteindelijk werd het conflict geregeld in Verdrag van Parijs, na onderhandelingen op initiatief van de Franse keizer Napoleon III, die een Pruisische militaire ingreep vreesde. De koning van Pruisen zag af van zijn aanspraken op Neuchâtel, maar mocht wel de titel vorst van Neuchâtel blijven voeren. De monarchistische rebellen die aan de putsch hadden deelgenomen, verkregen amnestie.

### Spoorweg
In 1856 werd de laatste hand gelegd aan de spoorweg tussen Le Locle en La Chaux-de-Fonds.

## 20e eeuw

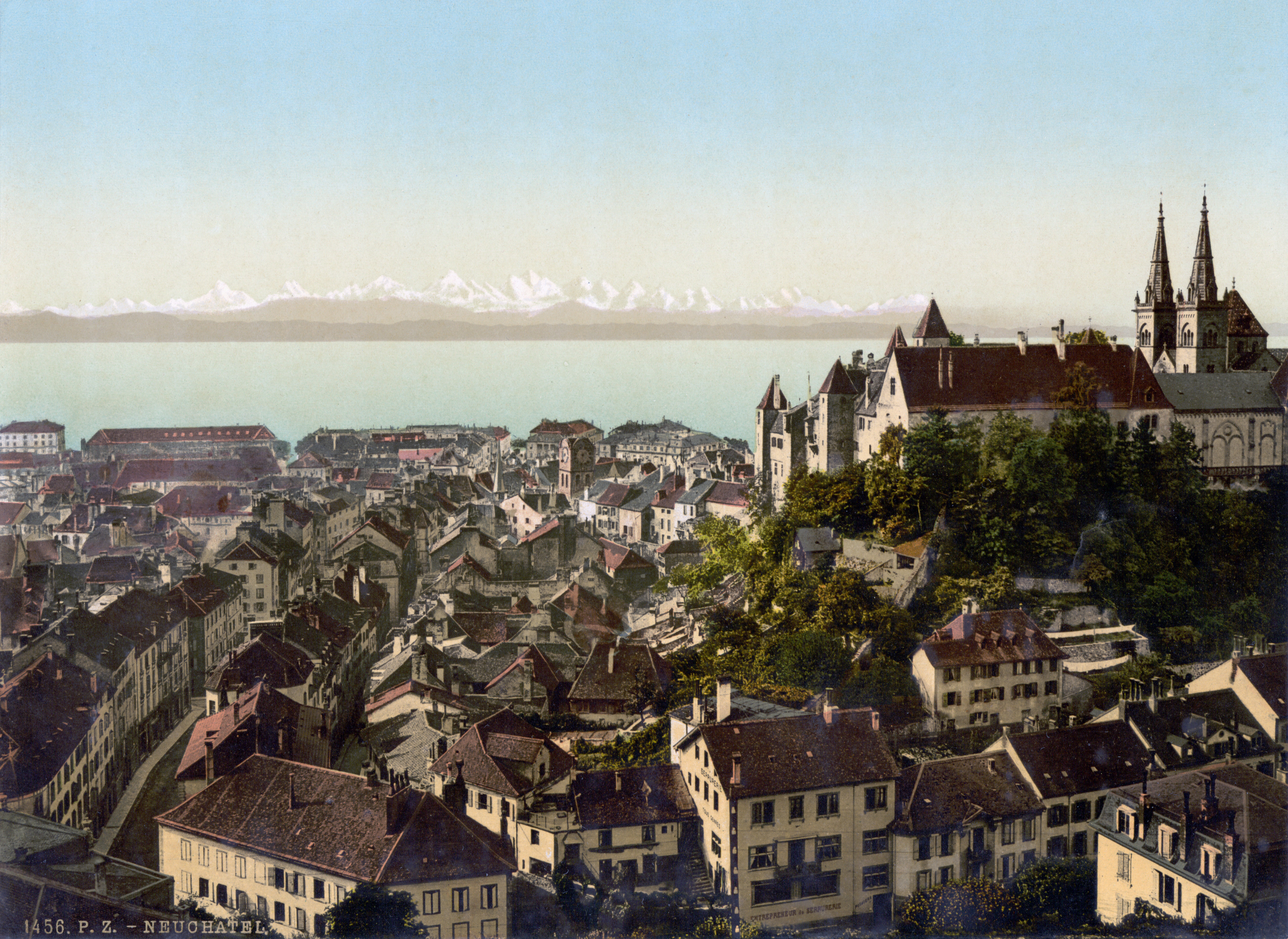
Neuchâtel vanaf de Alpen gezien, ca. 1900.

In 1907 werd absint in Zwitserland verboden. In Val-de-Travers werd deze hallucinogene drank vanouds geproduceerd. De familie Pernod verliet Zwitserland en verplaatste haar fabriek naar Pontarlier in Frankrijk. De absint-productie zorgde voorheen altijd dat de economie in en rond Val-de-Travers floreerde. Andere industrieën verrezen echter in het kanton. De uurwerkindustrie blijft echter de voornaamste. Daarnaast blijft akkerbouw (wijnbouw) van belang.